# 宮内淳
宮内 淳（みやうち じゅん、本名：宮内 博史（みやうち ひろし）、1950年5月28日 - 2020年8月14日）は、日本の俳優。

## 来歴・人物
愛媛県伊予郡松前町出身。小学生の時に大阪市内へ転居。大阪府立阿倍野高等学校卒業。高校の先輩に逸見政孝がいる。西南学院大学中退。
中学生、高校生の頃はバスケットボールをやっていた。幼少のころは航空機のパイロットに憧れ、航空大学校への入学を目指すが、皮肉にも勉強のし過ぎで視力が低下。航空大学校の身体検査基準を満たさなくなり、パイロットの夢を断念。芸能界に目を向けるようになった。ただ「元々メカには弱い」と話していたこともある。
いくつかの小劇団を渡り歩いた後、1974年、文学座附属演劇研究所に入所し、1975年卒業。同年10月からはテレビドラマ『太陽にほえろ!』（NTV）に田口刑事（ボン）役でレギュラー出演し、一躍人気者となる、その人気ぶりは、予定されていた殉職がファンの嘆願により2度も引き伸ばされたほどだった。結果、新人刑事役として4年近く在籍した。しかし本人は、「“ボンボン”って言われるのが嫌」だったことがあり、何とかこのイメージを崩そうと必死だったと話していたことがある。
1979年にはボンこと田口刑事の役で4年近く出演した『太陽にほえろ!』を殉職という形で降板した。殉職のシーンは森の石松からインスパイアーされたものとのこと。同年、『あさひが丘の大統領』（NTV）でテレビドラマ初主演を果たし、頭の上がらない熱血教師・“ハンソク”こと大西先生役を演じて話題を集める。
1982年からは、児童演劇活動を広く行い、影絵劇団「かしの樹」主宰をはじめ、子どもの情操教育に力を注いできた。
1990年には趣味のスカイダイビングで連盟を発足させ、自ら理事長となった。
50歳を過ぎると芸能活動はほぼ停止し、環境問題の啓発活動に力を入れるようになる。きっかけは1980年代から1990年代に旅番組のリポーターとして世界中を旅したことであり、2004年に公益財団法人「地球友の会」を設立し、代表理事となる。また国連環境計画（UNEP)の普及活動を行う一般社団法人「日本UNEP協会」の事務局長を中心に活動した。
その後の目立ったメディア出演として、『太陽にほえろ! 1979 DVD-BOX II』（2008年発売）収録特典のアンソロジーメイキングや、BS朝日『極上空間』の石原裕次郎没後25年特別編（2012年6月9日放送）がある。そのほか「冒険家」として中京テレビの番組に出演し、スカイダイビングを披露した。
2019年2月、初めての著書『「あの世」が教えてくれた人生の歩き方』（サンマーク出版）を上梓。出生から「太陽にほえろ！」時代のエピソード、そして現在の生き方に至るまでが書かれている。メルマガ【宮内淳の「先祖が教えてくれる人生の歩き方～「あの世」と「この世」と宇宙の真実の姿～】も配信した。
また、公益財団法人「地球友の会」において10月1日を「和の日」として登録したことを契機として、「和の日実行委員会」を立ち上げ、日本の伝統文化の普及を通して和の精神を世界に広める活動に力を入れた。
2020年8月14日、直腸がんにより死去。70歳だった。同年9月6日、代表理事を務める公益財団法人 地球友の会より公表された（「訃報　宮内淳　逝去に関するお知らせ」）。それによると「静かに送ってほしいとの故人の強い願いに従い」、葬儀は近親者のみにて済ませた。また「日頃から宮内は、死ぬということはこの世でのお役目を終えて卒業し、次のステージに行けるということでもあるのだから、どうか悲しまないでほしい、と語っておりました」と記されている。

## 主な出演

### 映画
- 悪魔が来りて笛を吹く（1979年、東映）
- おんな6丁目 蜜の味（1982年、東映）

### テレビドラマ
- 太陽にほえろ!（NTV/東宝）
  - 第148話「友情」（1975年5月） - 大学柔道部員　*本名の宮内博史名義でテスト出演
  - 第168話「ぼんぼん刑事登場！」 - 第364話「スニーカー刑事登場！」（1975年10月 - 1979年7月） - 田口良（通称・ボン）刑事
- あさひが丘の大統領（1979年 - 1980年、NTV） - 大西元（ハンソク）・主演
- 探偵同盟（1981年、CX） - マーロウ
- ここまでは他人（1981年、TBS） - 鈴木薫
- 木曜ゴールデンドラマ／いま、いのち満ちて（1981年、YTV）
- あとは寝るだけ（1983年、ANB）

### テレビCM
- 大正製薬／リポビタンD（1977年 - 1980年）[11]

## ディスコグラフィ

### シングル
| 発売日         | 規格品番       | 面             | タイトル                   | 作詞           | 作曲           | 編曲           |
| キングレコード | キングレコード | キングレコード | キングレコード             | キングレコード | キングレコード | キングレコード |
| -------------- | -------------- | -------------- | -------------------------- | -------------- | -------------- | -------------- |
| 1978年4月5日   | GK-195         | A              | 夕焼けの街                 | 東海林良       | 徳久広司       | 竜崎孝路       |
| 1978年4月5日   | GK-195         | B              | 夜明けの舗道               | 東海林良       | 徳久広司       | 竜崎孝路       |
| 1979年         | GK-327         | A              | 風のメッセージ             | 三浦徳子       | 渋谷祐子       | 若草恵         |
| 1979年         | GK-327         | B              | ブルー・ハイウェイ         | 三浦徳子       | 渋谷祐子       | 若草恵         |
| 1980年         | GK-388         | A              | 青春の旗をふれ             | 橋本淳         | 木森敏之       | 木森敏之       |
| 1980年         | GK-388         | B              | 俺とおまえと               | 橋本淳         | 木森敏之       | 木森敏之       |
| トリオレコード |                |                |                            |                |                |                |
| 1981年         | 3B-711         | A              | 君に捧げるほろ苦いブルース | 荒木一郎       | 荒木一郎       | 後藤次利       |
| 1981年         | 3B-711         | B              | どしゃぶりの午後           | なみきときお   | 中村泰士       | 後藤次利       |
| 2020年8月29日  | 3D-542         | A              | たそがれに愛をみかけて     | るい           | 中村泰士       | 中島正雄       |
| 2020年8月29日  | 3D-542         | B              | ブルーな気持ちで           | 奈月大門       | 長戸大幸       | 中島正雄       |

### アルバム

#### オリジナル・アルバム
| 面 | No. | タイトル               | 作詞     | 作曲       | 編曲     |
| -- | --- | ---------------------- | -------- | ---------- | -------- |
| A  | 1   | ひとりのメロディ       | 東海林良 | 若草恵     | 若草恵   |
| A  | 2   | 絵鞆岬（えともみさき） | 東海林良 | 渋谷祐子   | 若草恵   |
| A  | 3   | 親父をよろしく         | 東海林良 | 徳久広司   | 若草恵   |
| A  | 4   | 突然風のように         | 東海林良 | 佐瀬寿一   | 若草恵   |
| A  | 5   | 夜明けの舗道           | 東海林良 | 徳久広司   | 竜崎孝路 |
| B  | 1   | 九十九里浜             | 東海林良 | 佐瀬寿一   | 若草恵   |
| B  | 2   | 渚の忘れもの           | 東海林良 | 堀内護     | 若草恵   |
| B  | 3   | 秋の日のモノローグ     | 東海林良 | 西島三重子 | 若草恵   |
| B  | 4   | 新宿午前3時            | 東海林良 | つのだひろ | 若草恵   |
| B  | 5   | 夕焼けの街             | 東海林良 | 徳久広司   | 竜崎孝路 |

| 面 | No. | タイトル                   | 作詞         | 作曲           | 編曲     |
| -- | --- | -------------------------- | ------------ | -------------- | -------- |
| A  | 1   | たそがれに愛をみかけて     | るい         | 中村泰士       | 中島正雄 |
| A  | 2   | Along with me              | 奈月大門     | 中島正雄       | 中島正雄 |
| A  | 3   | ハートブレイク・ハイウェイ | 高木麻早     | サトウハチロー | 中島正雄 |
| A  | 4   | おまえに Good Luck         | 高木麻早     | 中村泰士       | 中島正雄 |
| A  | 5   | どしゃぶりの午後           | なみきときお | 中村泰士       | 後藤次利 |
| B  | 1   | 今、この瞬間               | 松本礼児     | 中村泰士       | 中島正雄 |
| B  | 2   | 君に捧げるほろ苦いブルース | 荒木一郎     | 荒木一郎       | 後藤次利 |
| B  | 3   | ブルーな気持ちで           | 奈月大門     | 長戸大幸       | 中島正雄 |
| B  | 4   | Mr.ジョーク,Mrs.ブルー     | るい         | 中村泰士       | 中島正雄 |
| B  | 5   | Lover Boy                  | 松本礼児     | 中村泰士       | 中島正雄 |

#### オムニバス・アルバム
- 俺たちの旅（1995年9月21日、日本コロムビア、COCA-12889）－　「青春の旗をふれ」収録。
- ミュージックファイルシリーズＭＦコンピレーション：熱血先生グラフィティー　－学園ドラマミュージックファイル－（2004年8月25日、日本コロムビア、COCP-32863）－　「青春の旗をふれ」収録。
- 歌謡曲番外地　トリオレコード【歌謡曲・アイドル篇】愛してA・Chi・Chi!（2019年1月23日、SOLID、CDSOL-1819）－　「君に捧げるほろ苦いブルース」収録。
- 歌謡曲番外地　トリオレコード【ソウル・ニューミュージック篇】東京っていい街だな（2020年2月19日、SOLID、CDSOL-1887）－　「たそがれに愛をみかけて」収録。